# The Singer (Liza Minnelli)
The Singer è il settimo album discografico in studio della cantante Liza Minnelli, pubblicato nel 1973. 

## Tracce
1. I Believe in Music (Mac Davis)
2. Use Me (Bill Withers)
3. I'd Love You to Want Me (Lobo)
4. Oh, Babe, What Would You Say? (Eileen Sylvia Smith)
5. You're So Vain (Carly Simon)
6. Where Is the Love? (Ralph MacDonald, William Salter)
7. The Singer (Walter Marks)
8. Don't Let Me Be Lonely Tonight (James Taylor)
9. Dancing in the Moonlight (Sherman Kelly)
10. You Are the Sunshine of My Life (Stevie Wonder)
11. Baby Don't Get Hooked on Me (Mac Davis)